# Moschea del Khan
La moschea del Khan è la più antica moschea della Russia centrale, situata a Kasimov.

## Storia
La sua prima fondazione risale al Khanato di Kasim del XV e XVI secoli. Secondo Kadir Ali, la moschea di mattoni fu costruita dal Khan Shahghali durante il XVI secolo. Altri ritengono che la moschea possa risalire al regno del Khan Qasim (metà Quattrocento). L'edificio originario fu demolito per volere di Pietro I di Russia nel 1702, ma il suo imponente minareto è sopravvissuto.
La moschea odierna è stata costruita a fianco al superstite minareto nel 1768. I nobili tatari locali avevano un secondo piano riservato loro, aggiunto nel 1835. Poco più vicino al fiume Oka è presente un altro riferimento islaico locale, il mausoleo di Shahghali, della metà del XVI secolo. La moschea del Khan fu trasformata in museo pubblico nel 1930.

## Caratteristiche
Principale elemento caratterizzante è il particolare minareto, le cui mura sono del tutto prive di decorazioni. Per il suo stile ricorda il minareto Guangta, della moschea di Huaisheng, a Canton, nella Cina meridionale.